# Ein Fall von Liebe
Ein Fall von Liebe ist eine Fernsehfilm-Reihe von Das Erste, die von 2008 bis 2014 im Auftrag der ARD Degeto und des MDR von der CineCentrum GmbH produziert wurde. 2014 bis 2016 wurde sie als Vorabendserie fortgesetzt.
Der erste Film wurde vom 31. März bis zum 29. April 2008 in Leipzig produziert und am 8. Mai 2009 ausgestrahlt. Der zweite Film Saubermänner entstand vom 18. Mai bis zum 18. Juni 2010 und wurde am 6. Mai 2011 gesendet. Der dritte Film Annas Baby wurde, erstmals im Herbst, vom 13. November bis 13. Dezember 2012, gedreht und am 23. Oktober 2014 ausgestrahlt. Die erste Staffel der Serie wurde im Zeitraum vom 4. März bis September 2014 in Leipzig gedreht. Sie hatte am 30. Oktober 2014 im Vorabendprogramm der ARD Premiere.

## Handlung
Jeder Film und jede Serienepisode beinhaltet eine in sich abgeschlossene Handlung mit wechselnden Gastdarstellern.

### Rahmenhandlung Filme
Florian Faber ist ein Staranwalt, der in einer gut gehenden Leipziger Anwaltskanzlei arbeitet. Er ist in seinem Job erfolgreich, aber auch eitel. Für seine Mandanten gewinnt er mit Berechnung und Kalkül fast jeden Fall. Als ein schwerer Verkehrsunfall passiert, bei dem ein Familienvater ums Leben kommt, wird auch er schwer verletzt und kämpft im Krankenhaus um sein Leben. Von da ab ändert er seine Einstellung und setzt sich beruflich für die Rechte der Armen ein und wird ihr guter Geist. Seine lukrative Teilhaberschaft in einer renommierten Kanzlei kündigt er auf und eröffnet eine eigene Praxis mithilfe seiner Sekretärin, die ihm auch weiter zur Seite steht. Vielfach hat er in seinen Fällen vor Gericht mit seinen ehemaligen Partnern zu tun, die die Gegenseite vertreten.
Sarah Pohl, eine attraktive Journalistin einer Leipziger Zeitung, berichtet oft über Fälle, die von Faber vor Gericht verhandelt werden. Die junge Frau kann nicht so recht glauben, dass sich der gewinnorientierte Anwalt so sehr geändert haben soll. Als sie erkennt, dass sie sich geirrt hat, kommt es zu einer Zusammenarbeit zwischen beiden und gegenseitiger Hilfe und Unterstützung. Auch privat wird aus beiden ein Paar.

### Rahmenhandlung Serie
Florian Faber betreibt mit seiner Frau Eva Sternberg eine gemeinsame Kanzlei. Sie haben eine ungefähr einjährige Tochter. Sarah Pohl taucht nach einigen Jahren wieder in Leipzig auf. Sie und ihr Exmann Karl Richter werden von Florian und Eva in diversen Fällen vertreten.
In der vorerst letzten Folge wird Florian durch eine Intrige von Sarah verhaftet. Seine Frau steht jedoch trotz seines vorigen Fremdgehens mit dem Kindermädchen hinter ihm.

## Nebendarsteller
| Schauspieler        | Rollenname           | Filme | Serie (Episoden) | Serie (Episoden) |
| ------------------- | -------------------- | ----- | ---------------- | ---------------- |
| Peter Kremer        | Peter Braun          | 1–3   |                  |                  |
| Vassily Kazakos     | Jens Rigas           | 1–3   |                  |                  |
| Susanne Bentzien    | Gudrun Kramer        | 1     |                  |                  |
| Kerstin Reimann     | Gudrun Kramer        | 2–3   |                  |                  |
| Stefan Schießleder  | Ronnie               | 1–2   |                  |                  |
| Stephan Korves      | Frank Mäuser         | 1–3   | 1, 4, 6–11, 13   | 9                |
| Jens Schäfer        | Lohmann              | 3     | 9–10, 14, 16     | 4                |
| Kristin Meyer       | Eva Sternberg        |       | 1–16             | 16               |
| Luisa Lossau        | Laura Walter         |       | 1–16             | 16               |
| Holger Handtke      | Thomas Bachmann      |       | 1–13, 15–16      | 15               |
| Remo Schulze        | Marius Greiner       |       | 2–13, 16         | 13               |
| Bruno Eyron         | Karl Richter         |       | 3–10, 12–16      | 13               |
| Peer Jäger          | Hans Sternberg       |       | 4–11, 13–16      | 12               |
| Klara Deutschmann   | Kristina             |       | 5, 8–11          | 5                |
| Ralph Kretschmar    | Tom Breuer           |       | 11–15            | 5                |
| Werner Daehn        | Dr. Nobis            |       | 1–2, 15–16       | 4                |
| Judith von Radetzky | Haftrichterin Döring |       | 1–3, 6           | 4                |
| Ramona Kunze-Libnow | Maritta Feller       |       | 12, 14, 16       | 3                |
| Erich Krieg         | Dr. Renscheidt       |       | 3, 8             | 2                |
| Gundula Niemeyer    | Ulrike Machner       |       | 5, 9             | 2                |
| Annekathrin Bürger  | Carola Bergengruen   |       | 7–8              | 2                |

## Episodenliste

### Filme
| Nr. (ges.) | Nr. (St.) | Originaltitel      | Erstausstrahlung D | Regie               | Drehbuch          | Zuschauer |
| --- | --------- | ------------------ | ------------------ | ------------------- | ----------------- | --------- |
| 1 | 1         | Ein Fall von Liebe | 8. Mai 2009        | Jorgo Papavassiliou | Ulrich del Mestre | 5,31 Mio. |
| Bei einem Verkehrsunfall, an dem Florian unschuldig beteiligt ist, kommt ein Familienvater ums Leben. Nach seinem Krankenhausaufenthalt kämpft er zusammen mit Sarah für die hinterbliebene Familie des Toten gegen eine Immobilienfirma, die mit unsauberen Methoden Immobilienkäufer über den Tisch zieht und denen jedes Mittel recht ist, ihre überteuerten Wohnungen und Häuser zu verkaufen. Florian und Sarah kommen aber hinter die Betrügereien und können so der Familie helfen. Gastdarsteller: Floriane Daniel als Elke Linde, Chajim Koenigshofen als Kant, Thomas Wehling als Thomas Linde, Barbara Trommer als Bankdirektorin Lorenz |           |                    |                    |                     |                   |           |
| 2 | 2         | Saubermänner       | 6. Mai 2011        | Jorgo Papavassiliou | Ulrich del Mestre | 3,92 Mio. |
| Florian Faber vertritt Susanne Wörner, eine alleinerziehende Mutter in einem Rechtsstreit gegen den aufstrebenden Politiker René Tornow, der rücksichtslos seine Karriere verfolgt. Als er die junge Frau angetrunken anfährt, leugnet er den Tatbestand hartnäckig, so dass der Fall vor Gericht verhandelt werden muss. Die Journalistin Sarah Pohl recherchiert für einen Artikel die Methoden einer Leiharbeiterfirma, die illegal Frauen aus Osteuropa einschleust, die dann unter katastrophalen Bedingungen für einen Hotel- und Gaststättenreinigungsservice arbeiten müssen. Pohl schmuggelt sich in eines der Hotels ein, in dem die Frauen arbeiten, und kommt dadurch an Informationen, die Faber vor Gericht für seine Mandantin gegen die Leiharbeiterfirma nutzen kann. Gastdarsteller: Susanne Bormann als Lilith Lahnstein, Bernhard Bettermann als Thomas Gärtner, Michael Kind als Dirk Kosinsky, Stephan Szász als René Tornow, Eva Meier als Susanne Wörner, Jannis Michel als Robin Wörner, Nina Reithmeier als Maria Petrova |           |                    |                    |                     |                   |           |
| 3 | 3         | Annas Baby         | 23. Okt. 2014      | Jorgo Papavassiliou | Ulrich del Mestre | 4,33 Mio. |
| Faber vertritt Max Siebert vor Gericht, der sich gegen seine fristlose Kündigung wehrt. Da der junge Mann aber nicht ehrlich zu seinem Anwalt war, verliert Florian den Fall und muss eine herbe Niederlage einstecken. Siebert verliert seinen Job als Kraftfahrer und wird dann auch noch von seiner hochschwangeren Freundin Anna verlassen. Als Pohl von dem Fall erfährt, stellt sie Recherchen an und findet heraus, dass das Unternehmen in dem Fabers Mandant beschäftigt war, seine Mitarbeiter bespitzelt. Gastdarsteller: Fabienne Haller als Anna Körber, Benjamin Trinks als Max Siebert, Julia Jäger als Katharina Braun, Sandra von Ruffin als Leonie, Kristin Suckow als Franziska Funke, Zsolt Bács als Penkalla |           |                    |                    |                     |                   |           |

### Serie
| Nr. (ges.) | Nr. (St.) | Originaltitel            | Erstausstrahlung D | Regie            | Drehbuch                                                 | Zuschauer |
| --- | --------- | ------------------------ | ------------------ | ---------------- | -------------------------------------------------------- | --------- |
| 1 | 1         | Vater und Sohn           | 30. Okt. 2014      | Sascha Thiel     | Hannes Treiber                                           | 1,83 Mio. |
| Zwei Jahre nachdem Journalistin Sarah Pohl Leipzig verlassen hat kehrt sie wieder zurück. Aber noch am Flughafen wird sie wegen des Verdachts auf Steuerhinterziehung verhaftet und kommt in die Untersuchungshaft. Jetzt braucht sie dringend einen Anwalt und fragt Florian Faber, der das Mandat ablehnt. Er hat in seiner neuen Kanzlei „Sternberg & Faber“ genug zu tun. Er arbeitet gerade an dem Fall des 13-Jährigen Moritz Buchholz, der nach dem Tod seiner Mutter im Heim lebt und glaubt, seinen vermissten Vater gesehen zu haben. Doch Florians Partnerin Eva Sternberg nimmt Sarahs Fall an. Sie ist aber nicht nur seine Partnerin, sondern auch seine Ehefrau und die Mutter einer gemeinsamen Tochter, was Sarah nicht weiß. Gastdarsteller: Stephan Möller-Titel als Uwe Schmitt, Bennet Meyer als Moritz Buchholz, Konstanze Dutzi als Lisa Meyer, Hans-Dieter Brückner als Horst Ritter, İlknur Boyraz als Heimchefin, Nadja Engel als Frau Kleinschmidt |           |                          |                    |                  |                                                          |           |
| 2 | 2         | Das Luder                | 6. Nov. 2014       | Sascha Thiel     | Sue Schwerin von Krosigk & Wilfried Schwerin von Krosigk | 1,66 Mio. |
| Gastdarsteller: Tilo Prückner als Albrecht Mohr, Carolina Thiele als Ronja Burmester, Angelika Böttiger als Gisela, Maja Maneiro als Lara Lempinska, Christoph Jungmann als Günther Mohr, Stefan Ebeling als Robert Mohr, Ingrid Mülleder als Andrea Nickmann |           |                          |                    |                  |                                                          |           |
| 3 | 3         | Die Frau an seiner Seite | 13. Nov. 2014      | Sascha Thiel     | Hannes Treiber                                           | 1,46 Mio. |
| Gastdarsteller: Karin Hanczewski als Mila Behrens, Christoph Grunert als Mark Behrens, Uwe Poppe als Hans Schröder, Klaus Bräuer als Dr. Schaller, Samantha Preilowski als Laura Kleinig, Marie Anne Fliegel als Frau Berger |           |                          |                    |                  |                                                          |           |
| 4 | 4         | K.o.-Tropfen             | 20. Nov. 2014      | Sascha Thiel     | Felix Binder                                             | 1,44 Mio. |
| Gastdarsteller: Xenia Assenza als Julia Bertram, Markus John als Hardy Gerber, Benedikt Crisand als Nils Ebert, Anja Schiffel als Astrid Schramm, Beate Christine Furcht als Krankenschwester, Raphael Rubino als Chris Arnold |           |                          |                    |                  |                                                          |           |
| 5 | 5         | Sturz ins Bodenlose      | 27. Nov. 2014      | Frauke Thielecke | Anke Winschewski & Niels Holle                           | 1,38 Mio. |
| Gastdarsteller: Sophie Weikert als Verena Enders, Katja Heinrich als Sonja Enders, Alexander Milo als Henning Reichert, Peer-Uwe Teska als Ralf Neuns, Harry Baer als Dieter Kolaja |           |                          |                    |                  |                                                          |           |
| 6 | 6         | Gefährliche Ente         | 4. Dez. 2014       | Frauke Thielecke | Sue Schwerin von Krosigk & Wilfried Schwerin von Krosigk | 1,19 Mio. |
| Gastdarsteller: Arndt Schwering-Sohnrey als Leon Wangenheim, Greta Galisch de Palma als Jennifer Wangenheim, Mignon Remé als Dr. Rosen, Sun Jan Liem als Huang Qui-Sheng, Christoph Tomanek als Herr Gans, Tara Fischer als Ines Müller |           |                          |                    |                  |                                                          |           |
| 7 | 7         | Familienfoto             | 11. Dez. 2014      | Frauke Thielecke | Hannes Treiber                                           | 1,33 Mio. |
| Gastdarsteller: Markus Gertken als Christoph Weidenfels, Claudia Hiersche als Hannah Weidenfels, Charlotte Peplow als Maria Weidenfels, Oskar von Schönfels als Martin Weidenfels, Peter W. Bachmann als Herr Merthing, Finn Fiebig als Julian Vogler, Li Hagman als Apothekerin |           |                          |                    |                  |                                                          |           |
| 8 | 8         | Stalker                  | 18. Dez. 2014      | Frauke Thielecke | Thomas Brückner                                          | 1,21 Mio. |
| Gastdarsteller: Katharina Heyer als Diana Treskow, Bastian von Bömches als Heiko Müller, Uwe Lach als Haftrichter, Tommaso Cacciapuoti als Andreas Lorenz, Thomas Dehler als Kurt Friedrichs, Sebastian Thiers als Donald Piltz |           |                          |                    |                  |                                                          |           |
| 9 | 9         | Das Geisterhaus          | 8. Jan. 2015       | Sascha Thiel     | Hannes Treiber                                           | 1,56 Mio. |
| Gastdarsteller: Veronika Nowag-Jones als Jutta Fischer, Hans-Heinrich Hardt als Frank Fischer, Isabel Schosnig als Nadine Bremer, Leonard Carow als Indigo Bremer |           |                          |                    |                  |                                                          |           |
| 10 | 10        | Verraten                 | 26. Juli 2016      | Sascha Thiel     | Hannes Treiber                                           | 1,17 Mio. |
| Gastdarsteller: Jörg Panknin als Norbert Jäger, Arzu Bazman als Julia Kunze, Jonas Hien als Dennis Kunze, Hildegard Lena Kuhlenberg als Sabina Wagner |           |                          |                    |                  |                                                          |           |
| 11 | 11        | So ist das Gesetz        | 2. Aug. 2016       | Sascha Thiel     | Regine Bielefeldt                                        | 1,29 Mio. |
| Gastdarsteller: Denise Zich als Kathrin Hartman, Victoire Laly als Virginie Sembene, Christian Beermann als Jan Hartmann, Silke Matthias als Sibille Heinz, Annett Kruschke als Frau Lange, Peter Rauch als Knut Hettig |           |                          |                    |                  |                                                          |           |
| 12 | 12        | Glaube und Zweifel       | 9. Aug. 2016       | Sascha Thiel     | Gudrun Lange                                             | 1,69 Mio. |
| Gastdarsteller: Julia-Maria Köhler als Anne Hellmann, Sebastian Nakajew als Michael Hellmann, Daniel Flieger als Tobias Gehring |           |                          |                    |                  |                                                          |           |
| 13 | 13        | Das Geständnis           | 23. Aug. 2016      | Oliver Dommenget | Ulrich del Mestre & Jakob Krebs                          | 1,08 Mio. |
| Gastdarsteller: Carina Wiese als Nina Rudolf, Maximilian Klas als Maik Rudolf, Florian Sumerauer als Jonas Becker, Rainer Wöss als Harald Schreiber, Katharina Blaschke als Petra Terstegge, Jamila Saab als Linda Gebauer |           |                          |                    |                  |                                                          |           |
| 14 | 14        | Freunde                  | 30. Aug. 2016      | Oliver Dommenget | Susanne Wiegand                                          | 1,00 Mio. |
| Gastdarsteller: Kai Ivo Baulitz als Ansgar Nolte, Henning Vogt als Jan Schlegel, Claudia Mehnert als Nadine Schlegel, Mia Nolte als Anna Hopperdietz, Benedict Jacob als Bendix Schlegel, Max Boekhoff als Niklas Nolte |           |                          |                    |                  |                                                          |           |
| 15 | 15        | Heimweh                  | 6. Sep. 2016       | Oliver Dommenget | Hannes Treiber                                           | 1,23 Mio. |
| Gastdarsteller: Thomas Neumann als Hermann Fuchs, Katja Preuß als Karin Wieland, Robert Meller |           |                          |                    |                  |                                                          |           |
| 16 | 16        | Vertrauen                | 13. Sep. 2016      | Oliver Dommenget | Hannes Treiber                                           | 1,09 Mio. |
| Gastdarsteller: Patricia Meeden als Fernanda Santos, Mathis Reinhardt als Tobias Höppner, Jorres Risse als Sven Danner |           |                          |                    |                  |                                                          |           |